# Zinkiv
Zinkiv (en ukrainien : Зіньків) ou Zenkov (en russe : Зеньков) est une ville de l'oblast de Poltava, en Ukraine. Sa population s'élevait à 9 953 habitants en 2013

## Géographie
Zinkiv est arrosée par la rivière Tachan', un affluent de la Psel. Elle est située dans le nord de l'oblast, à 71 km — 84 km par la route — au nord de Poltava.

## Histoire
La première mention de Zinkiv remonte à 1604, alors que la région appartient à la république des Deux Nations (Pologne-Lituanie). Au cours de cette période une forteresse y est construite. À partir de 1648, Zinkiv dépend du régiment cosaque de Poltava, alors que les Cosaques luttent pour leur indépendance. Mais à la fin du XVIIe siècle, la localité est incorporée à l'Empire russe. En 1781, Zinkiv reçoit le statut de ville ainsi que des armoiries. Elle compte 7 212 habitants en 1783, dont 3 596 hommes et 3 616 femmes. En 1796, Zinkiv est rattachée au gouvernement de Petite Russie et en 1802 à celui de Poltava. Au XIXe siècle, la population de Zinkiv augmente d'abord assez fortement, puis plus lentement et atteint 10 443 habitants au recensement de 1897, dont 85,8 pour cent d'Ukrainiens, 12,1 pour cent de Juifs et 1,8 pour cent de Russes.
En 1912, un lycée de garçons ouvre dans la ville, suivi par un lycée de filles en 1915 et une école de techniques industrielles en 1920. La population de la ville stagne ensuite en raison des pertes humaines de la Russie pendant la Première Guerre mondiale, la guerre civile, la famine des années 1932-1933 et la Seconde Guerre mondiale, au cours de laquelle la ville fut occupée par l'Allemagne nazie du 9 octobre 1941 au 6 septembre 1943. Le développement de Zinkiv a été entravé par l'absence d'une liaison ferroviaire à voie normale. Elle possède néanmoins quelques industries légères : laiterie, conserverie de légumes et usines de meubles.

## Population
Recensements (*) ou estimations de la population :

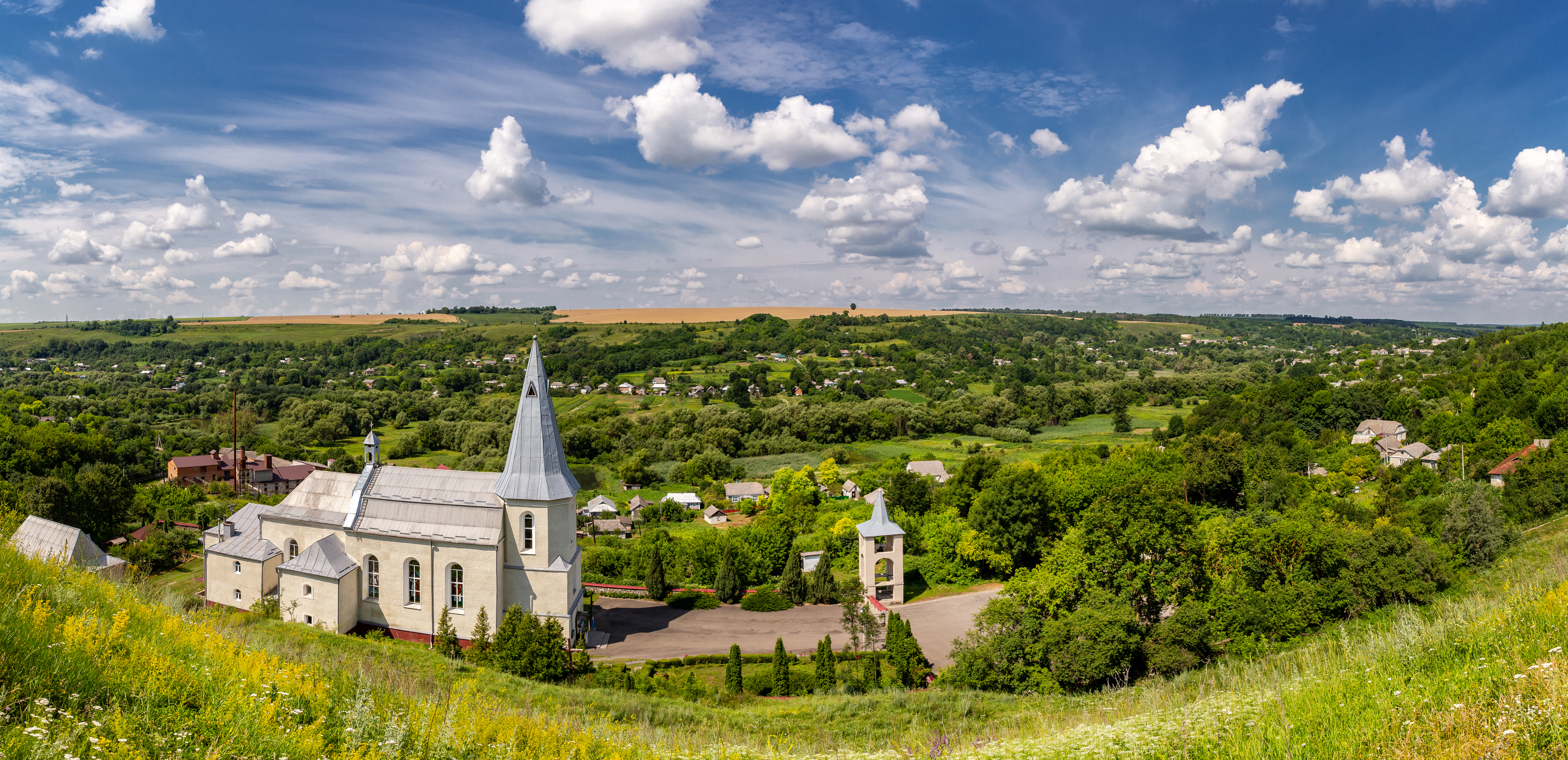
Panorama avec l'église de la sainte trinité à Zinkiv. Juillet 2020.

| 1783  | 1805  | 1862  | 1891  | 1897*  |
| ----- | ----- | ----- | ----- | ------ |
| 7 212 | 6 707 | 9 810 | 9 377 | 10 443 |

| 1923*  | 1926*  | 1959* | 1970* | 1979*  |
| ------ | ------ | ----- | ----- | ------ |
| 11 593 | 10 905 | 8 366 | 9 282 | 10 210 |

| 1989*  | 2001*  | 2011   | 2012   | 2013  |
| ------ | ------ | ------ | ------ | ----- |
| 11 244 | 10 577 | 10 042 | 10 009 | 9 953 |

## Personnalités liées à la commune
Personnalités nées à Zinkiv :
- Praskovia Parkhomenko (1886-1970), astronome soviétique ;
- Mykola Zerov (1890-1937), écrivain, poète, traducteur et universitaire ukrainien.